# Xot del Napo
El xot del Napo (Megascops roraimae napensis; syn: Megascops napensis) és un tàxon d'ocell de la família dels estrígids (Strigidae) que habita els boscos des de l'est de Colòmbia fins al nord de Bolívia.

## Taxonomia
El xot del Napo fou segmentat del xot de Guatemala (M. guatemalae) (König et al. 1999), però les relacions dels membres d'aquest complex d'espècies romanen incertes. Krabbe (2017) recomana agrupar el xot del Napo amb el xot de Roraima, car els considera coespecífics.